# De minimis non curat praetor
 De minimis non curat praetor лат. (изговор:  де минимис нон курат претор). О ситницама се не стара претор.

## Тумачење
Човјек на високом положају не смије губити вријеме бавећи се ситницама. Хијерархија положаја одређује и ниво права и обавеза.